# チンギスハーン国際空港
チンギスハーン国際空港 （チンギスハーンこくさいくうこう、モンゴル語: Чингис хаан олон улсын нисэх онгоцны буудал, 英語: Chinggis Khaan International Airport）は、モンゴル国のウランバートル近郊にある空港である。新ウランバートル国際空港 (英語: New Ulaanbaatar International Airport, NUBIA)として計画、建設が進められてきた。
開港は度々延期され、2020年10月1日の開港予定も延期された。国際線はすべて新空港から運航される。2021年7月4日、開港。

## 概要
ウランバートルの南西50km、トゥブ県セルゲレン郡フシギーン・フンディに位置する。モンゴルの経済成長に伴い、国際線を中心とした航空需要の増加に対応するために計画された。3,600メートルの滑走路のほか、6か所のボーディング・ブリッジを備えた旅客ターミナルビル（設計 : 梓設計、33,300㎡）が建設されており、年間200万人が利用できる設計となっている。事業完成の2年後には、年間国際線旅客数は119万人を見込んでいる。
将来計画では、拡張工事により20か所のボーディング・ブリッジを設置した旅客ターミナル、年間22,000回の離着陸、年間1,200万人の利用に対応することも可能である。
日本国政府の政府開発援助による円借款（第1期:288.7億円、第2期:368.5億円）を受けて建設されている。
成田国際空港・日本空港ビルデング・JALUX・三菱商事の４社がモンゴル政府との合弁で特別目的会社（New Ulaanbaatar International Airport LLC、NUBIA）を設立し、15年間の運営事業に参画する。

### 年表
- 2007年1月、新空港建設計画に対し、日本の円借款の供与が決まる[11]。
- 2013年5月13日、三菱商事、千代田化工建設が約500億円で受注した[12][13]。
- 2013年6月12日、起工式が行われた[14]。
- 2020年10月1日、開港予定日であった[2]が、新型コロナウイルス感染症の世界的流行により延期された。
- 2021年7月4日、開港。第一便が成田空港に向け出発[4]。

## 定期便就航都市
2022年現在。ただし、新型コロナウイルス感染症の影響により、多くの定期便が運休している。
| 航空会社                   | 就航地 |
| -------------------------- | --- |
| MIATモンゴル航空           | 【国際線】北京/首都、香港、ソウル/仁川、釜山、東京/成田、大阪/関西(季節運航)、フランクフルト、イスタンブール                                |
| アエロ・モンゴリア         | 【国際線】フフホト、イルクーツク、東京/成田、ソウル/仁川 【国内線】ダルンザドガド、ハンボグド、ウリヤスタイ、ホブド、ウルギー               |
| フンヌ・エア               | 【国際線】ウラン・ウデ、アスタナ、アルマトイ、ビシュケク、ハイラル、満洲里 【国内線】ダルンザドガド、ホブド、ムルン、ウルギー、オラーンゴム |
| エズニス航空               | 【国際線】香港、釜山 |
| 中国国際航空               | 北京/首都、フフホト |
| アエロフロート・ロシア航空 | モスクワ/シェレメーチエヴォ |
| 大韓航空                   | ソウル/仁川 |
| アシアナ航空               | ソウル/仁川 |
| エアプサン                 | 釜山 |
| ジンエアー                 | 釜山 |
| ティーウェイ航空           | ソウル/仁川、大邱 |
| チェジュ航空               | 釜山 |
| エアロK                    | 清州 |
| ターキッシュ エアラインズ  | イスタンブール |
| ユナイテッド航空           | 東京/成田 |

## 空港アクセス
空港とウランバートルを結ぶ6車線の道路はモンゴル初の高速道路であり、中国の中国輸出入銀行の融資と中国中鉄の施工によって2019年7月に開通した。道路の延長は34.2km。
空港ターミナルビルとウランバートル市内を結ぶ、空港連絡鉄道の建設も計画されている。

## 写真

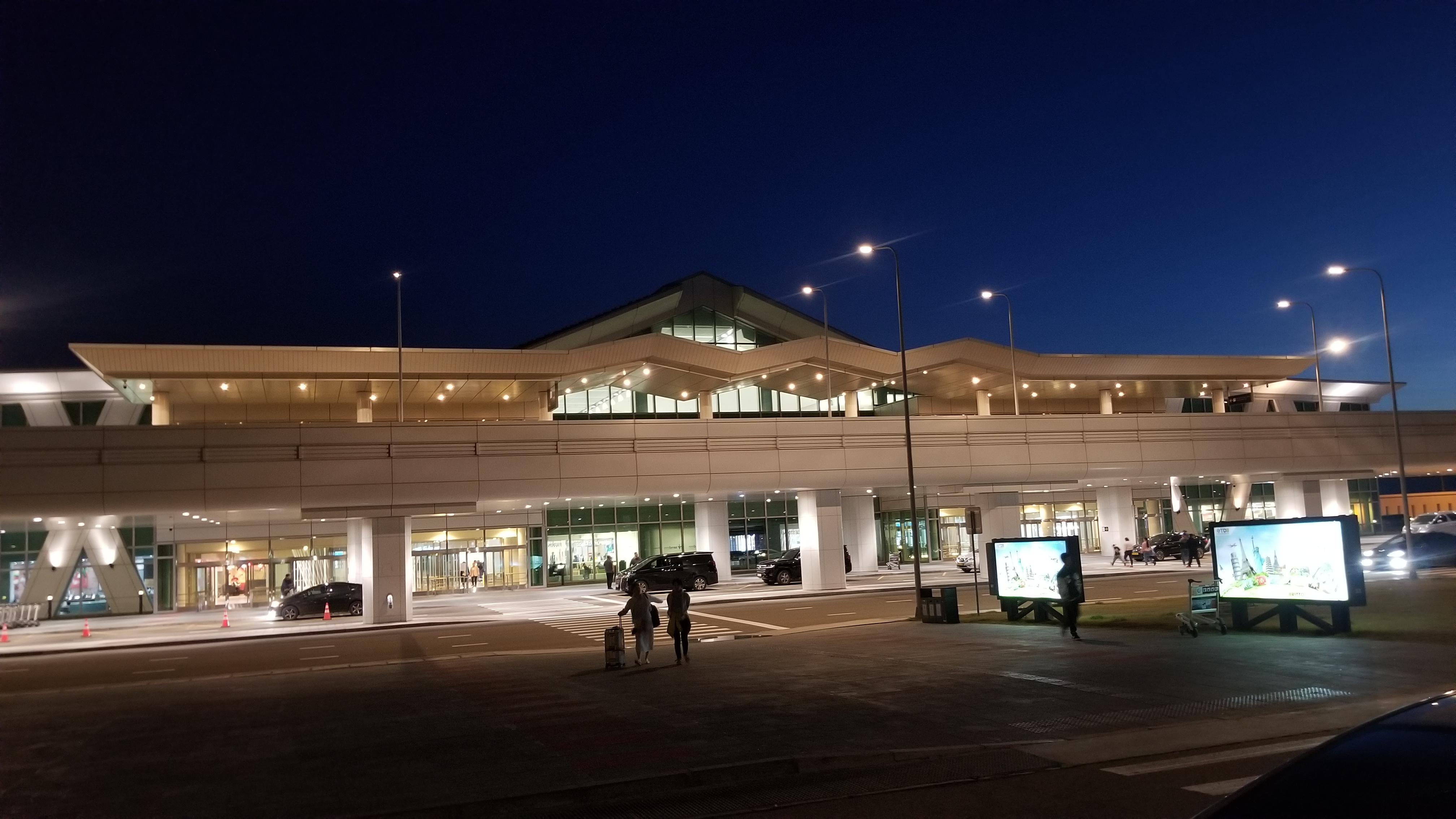
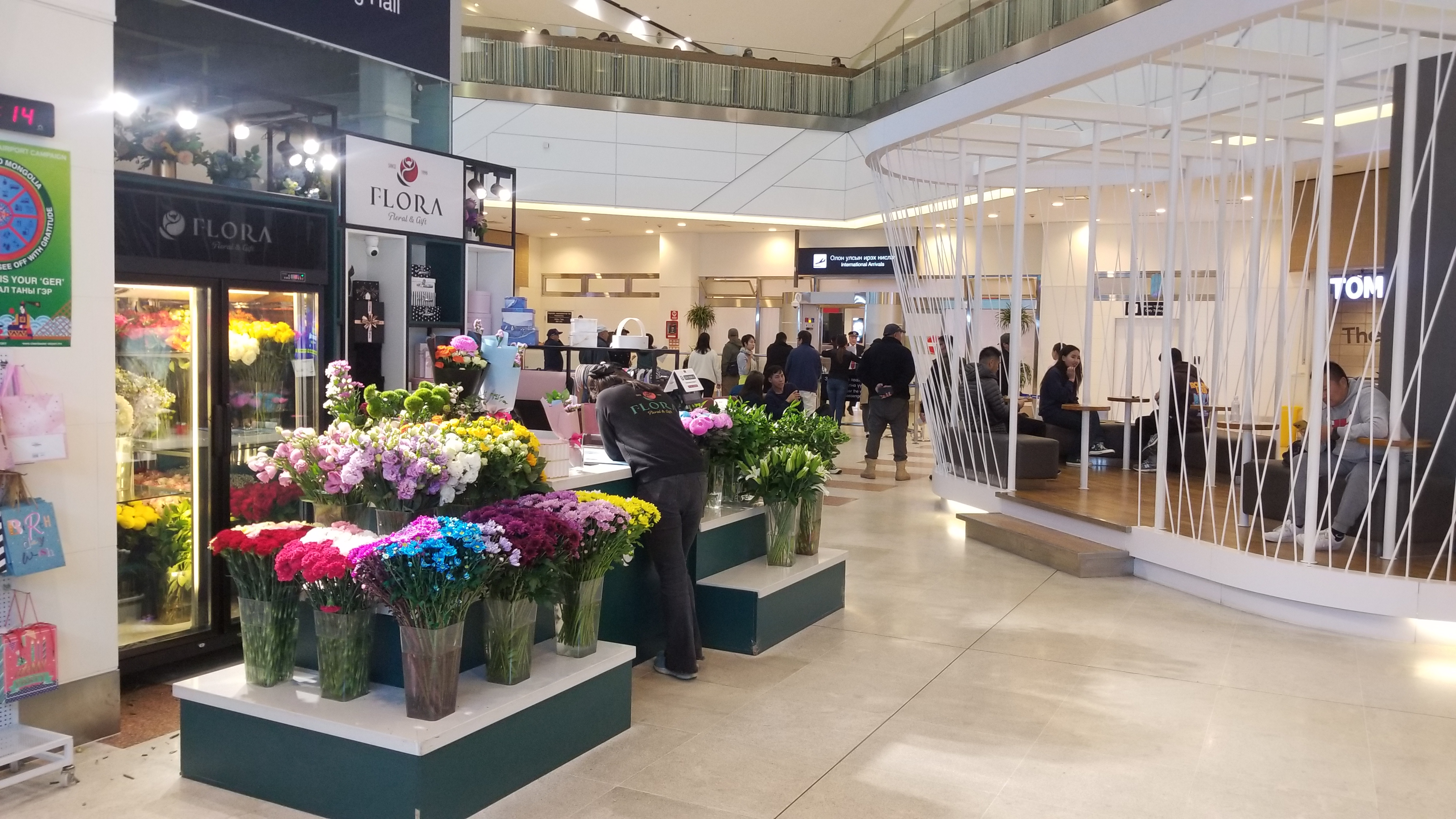
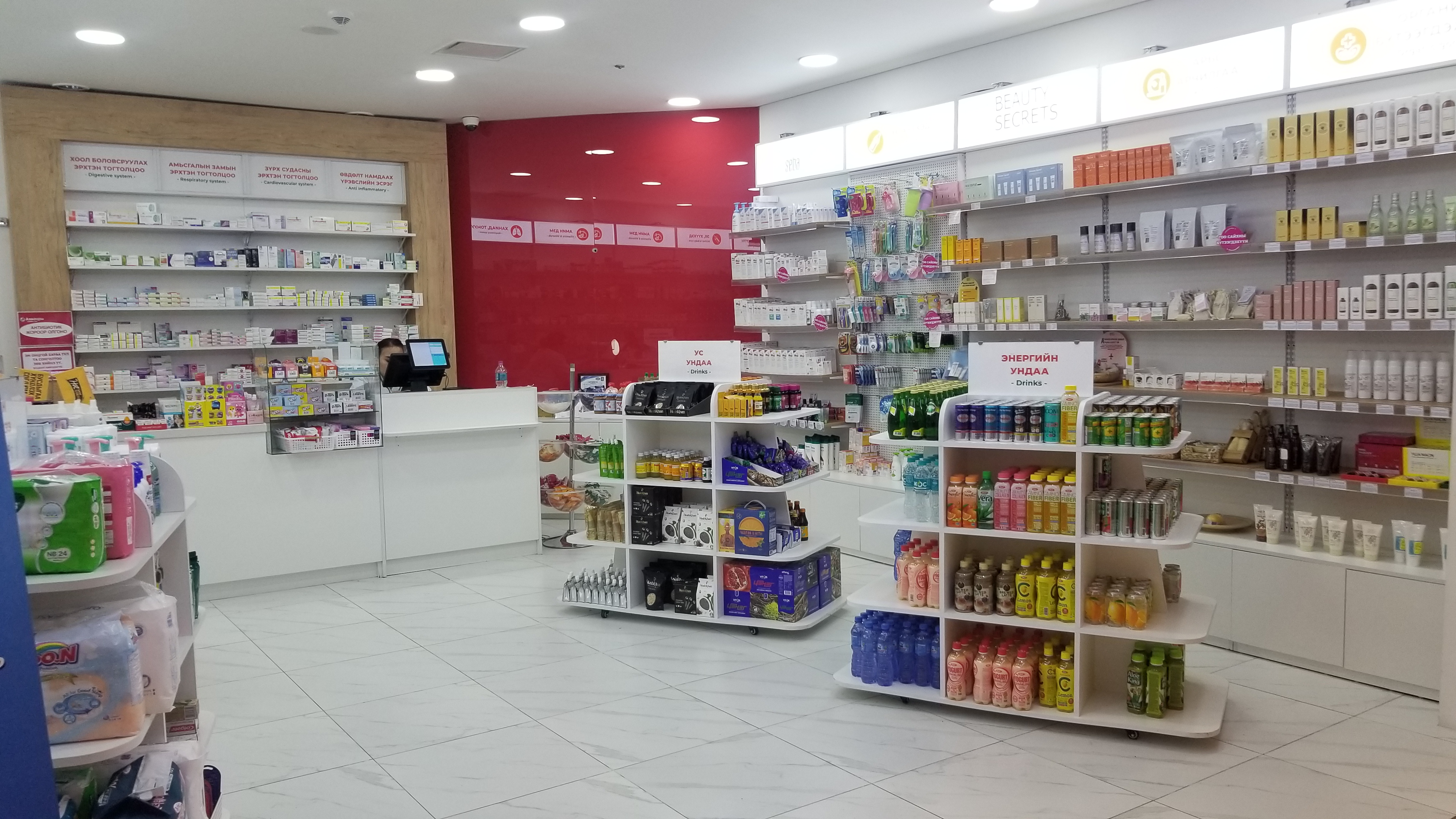
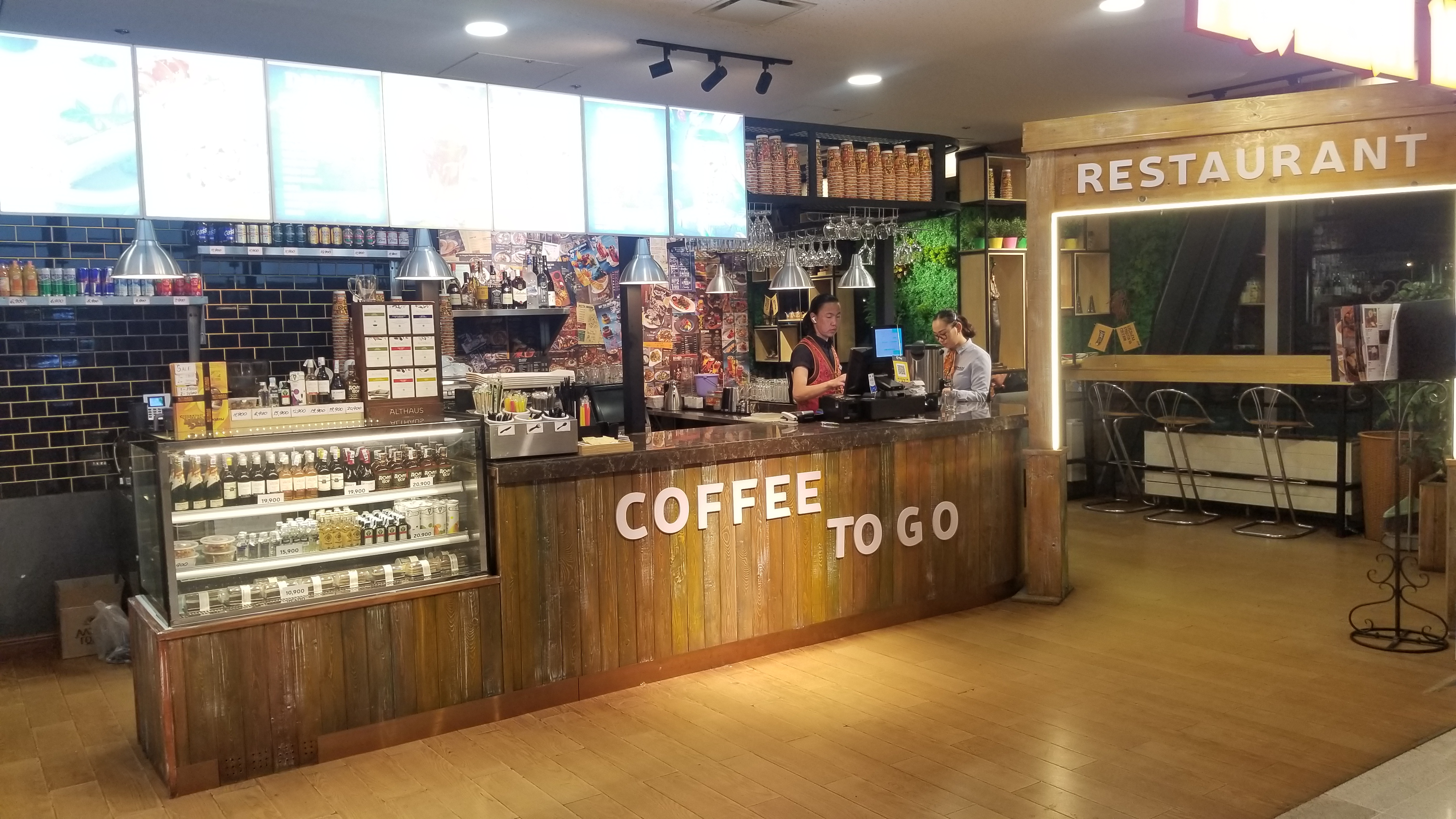
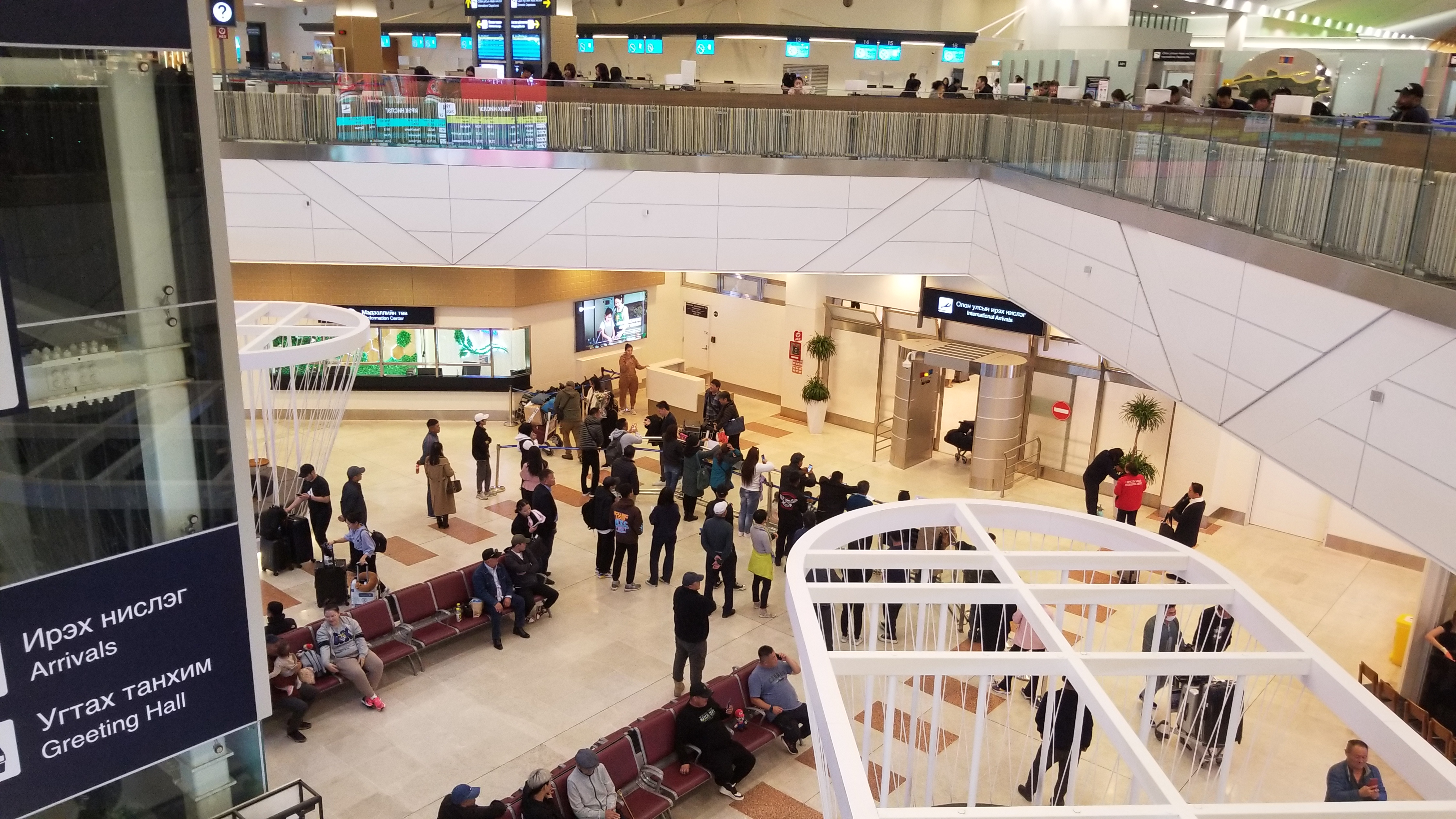
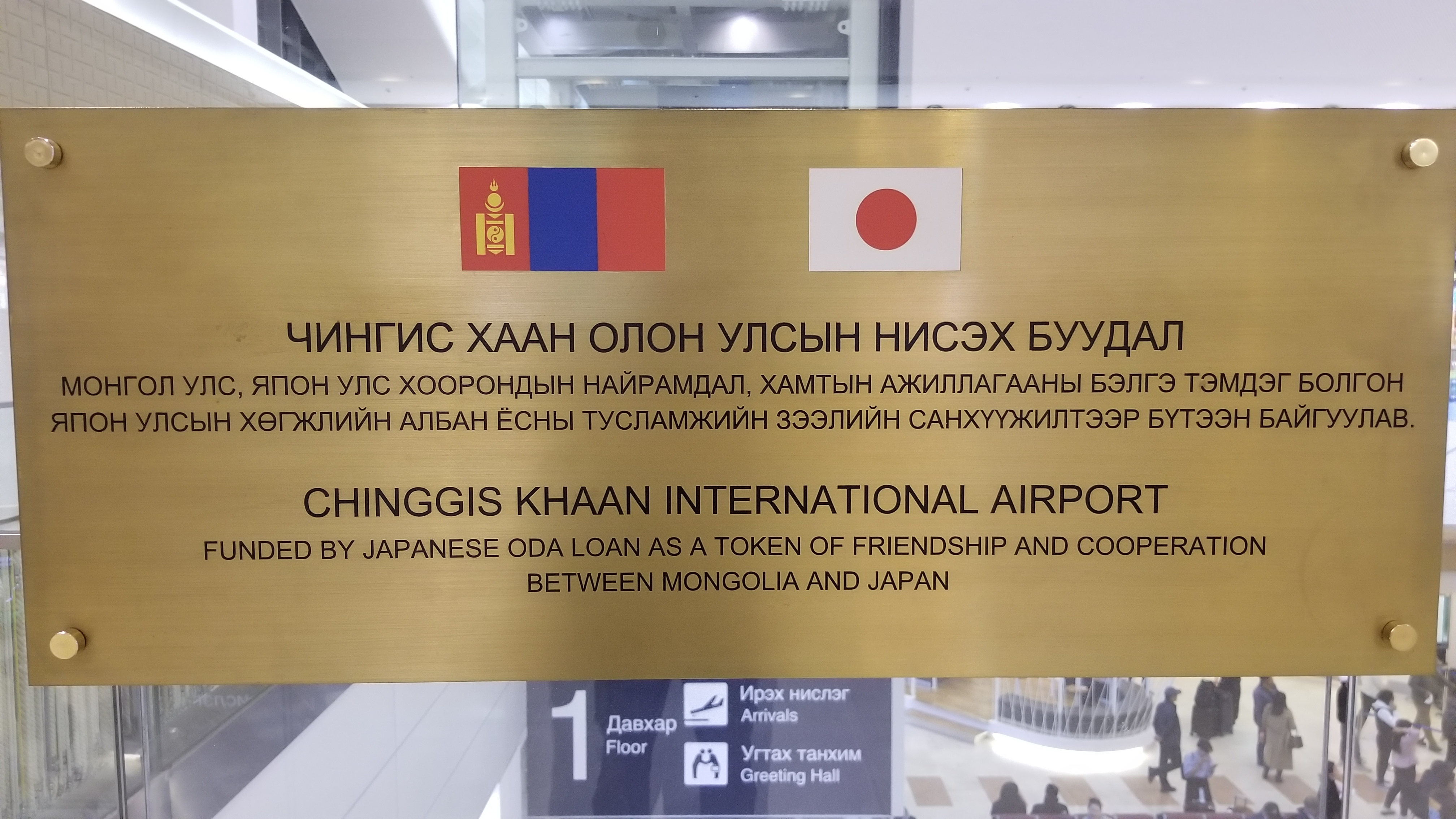
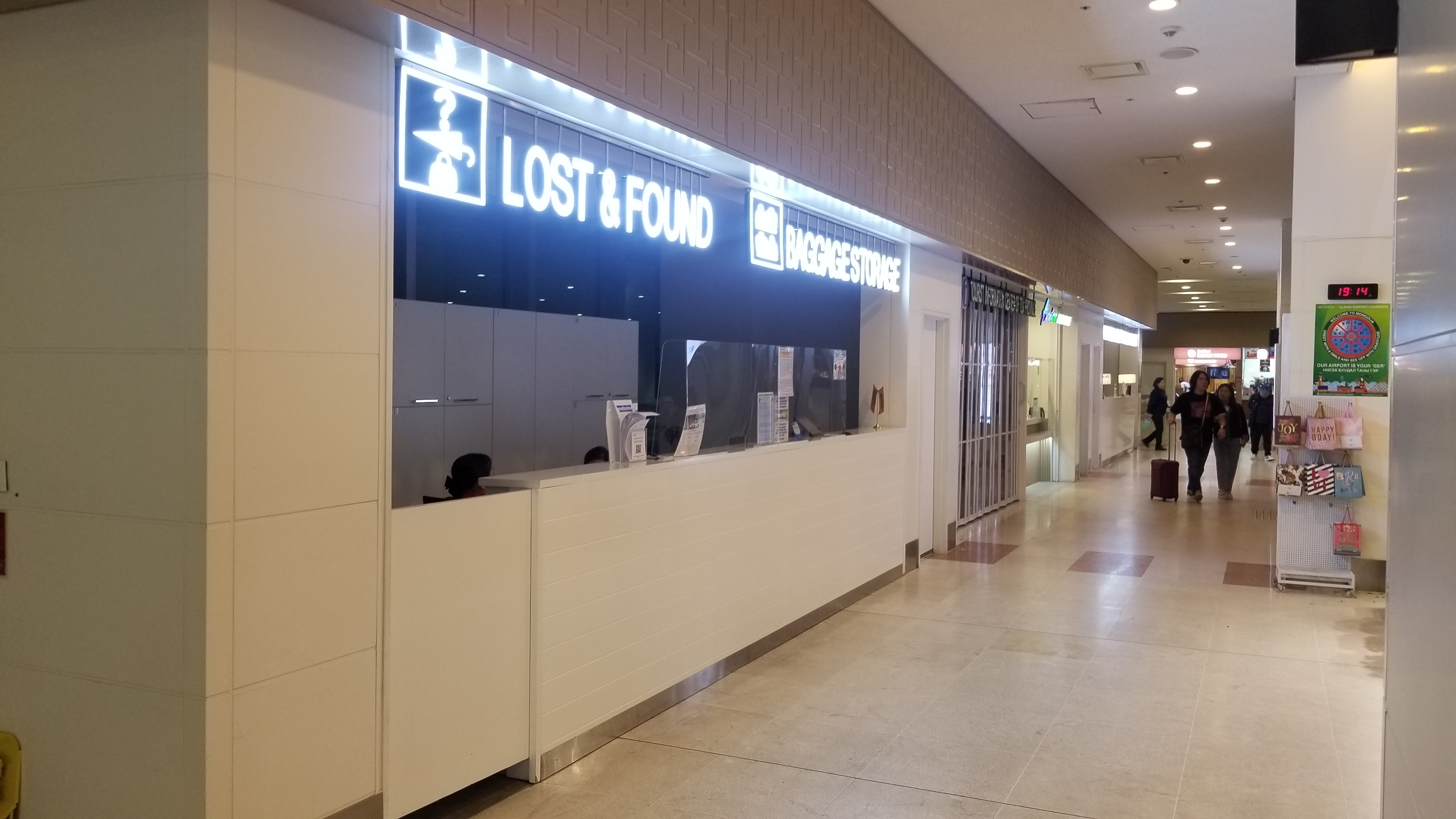
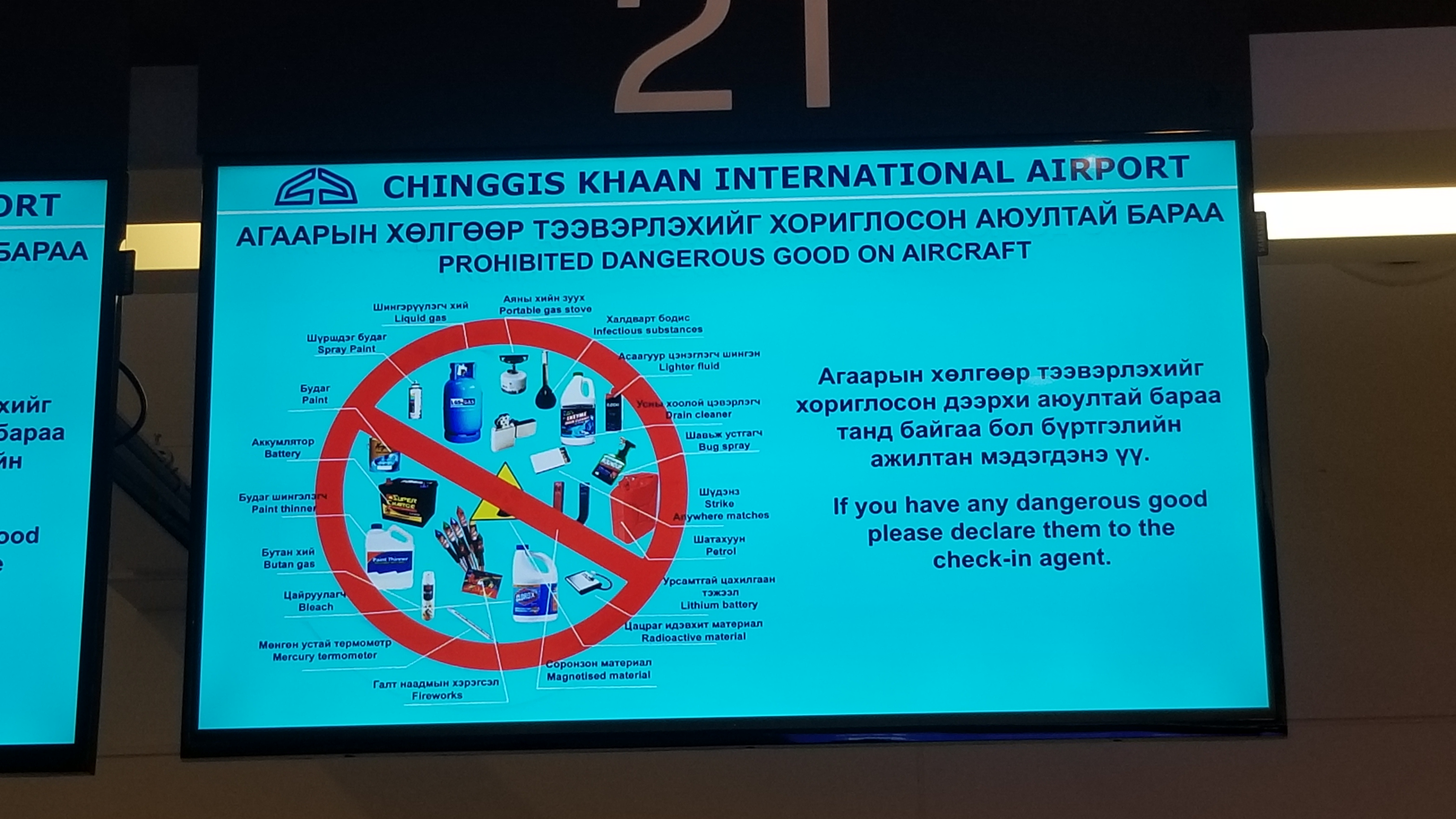
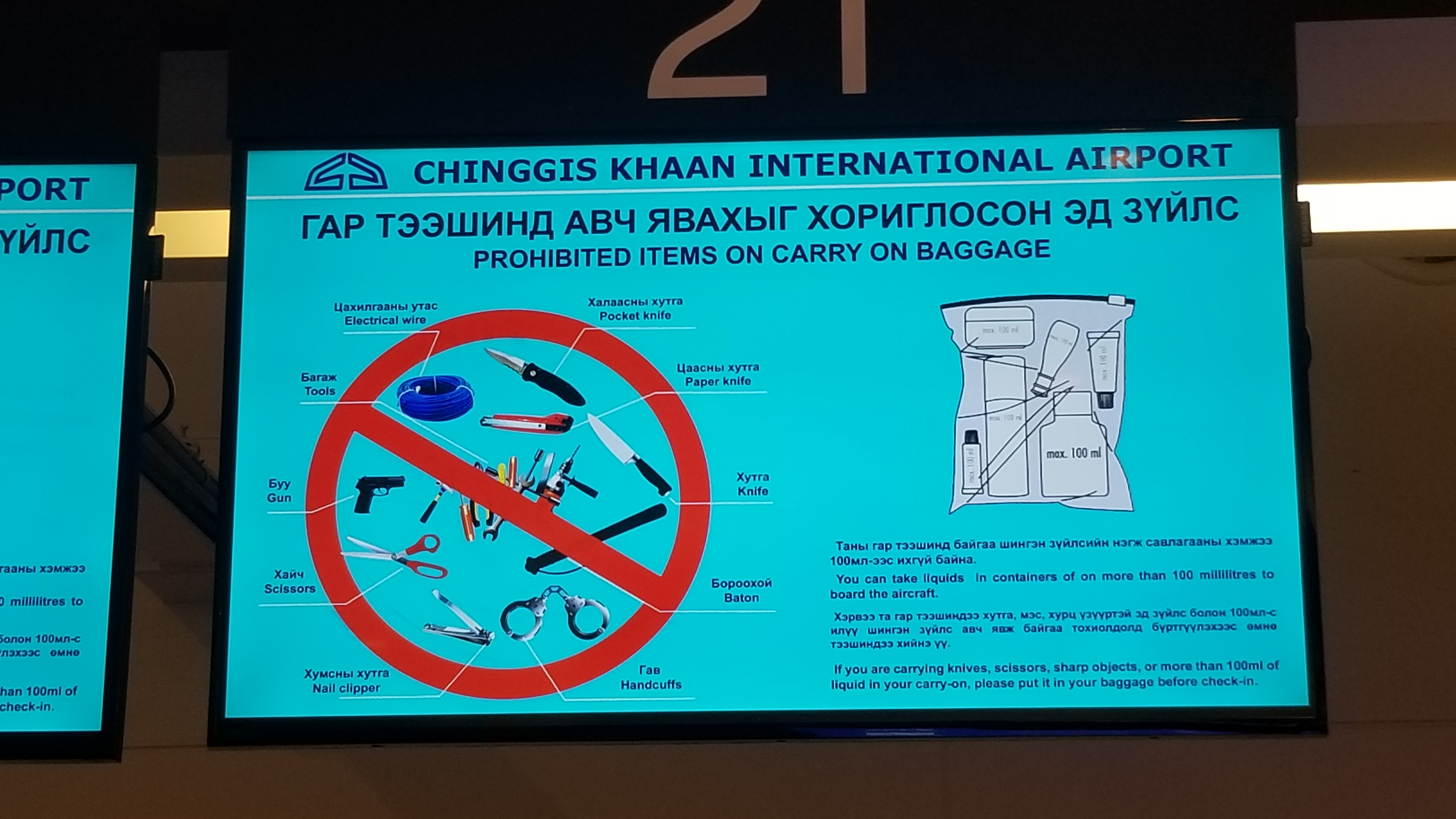
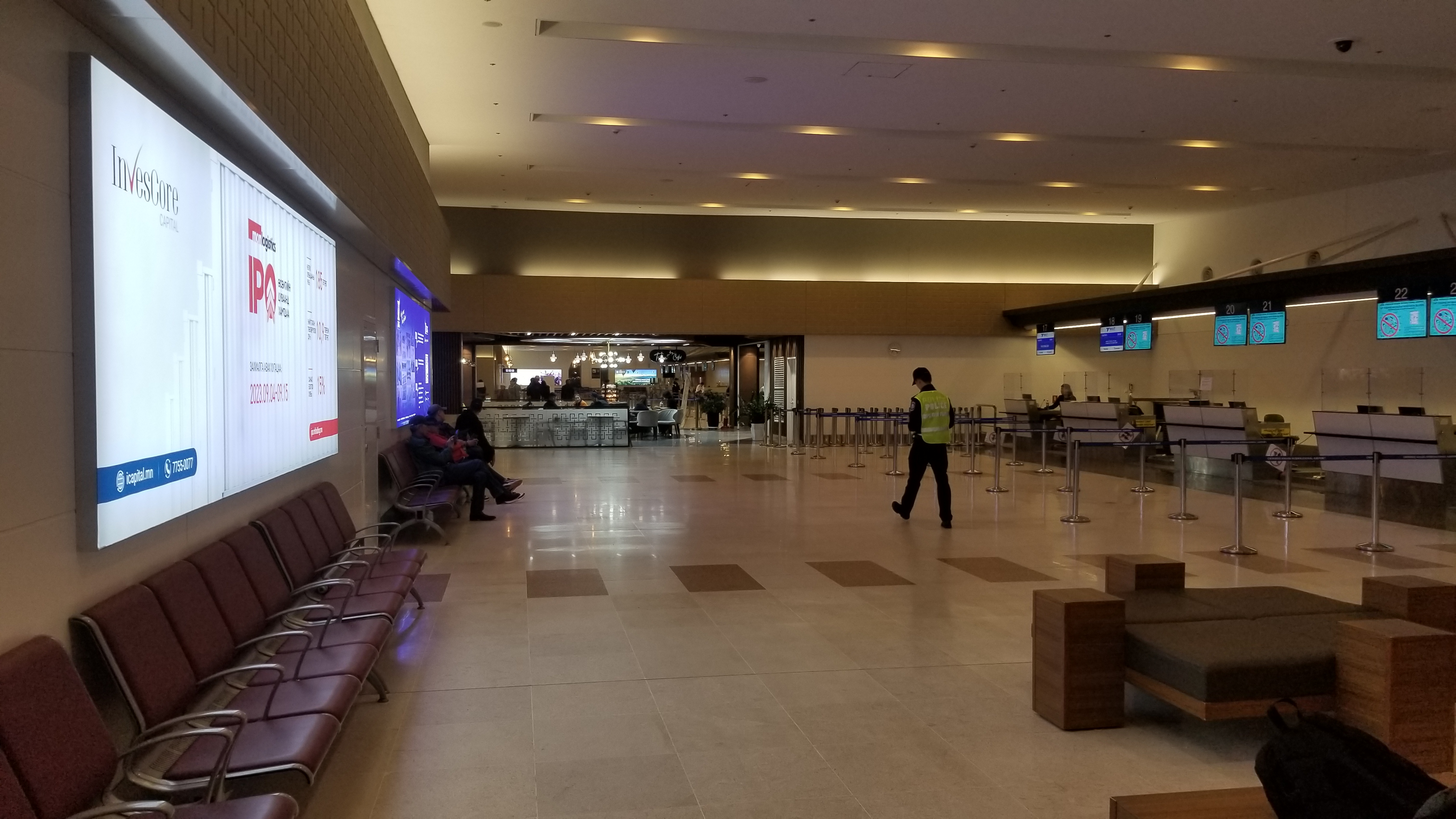
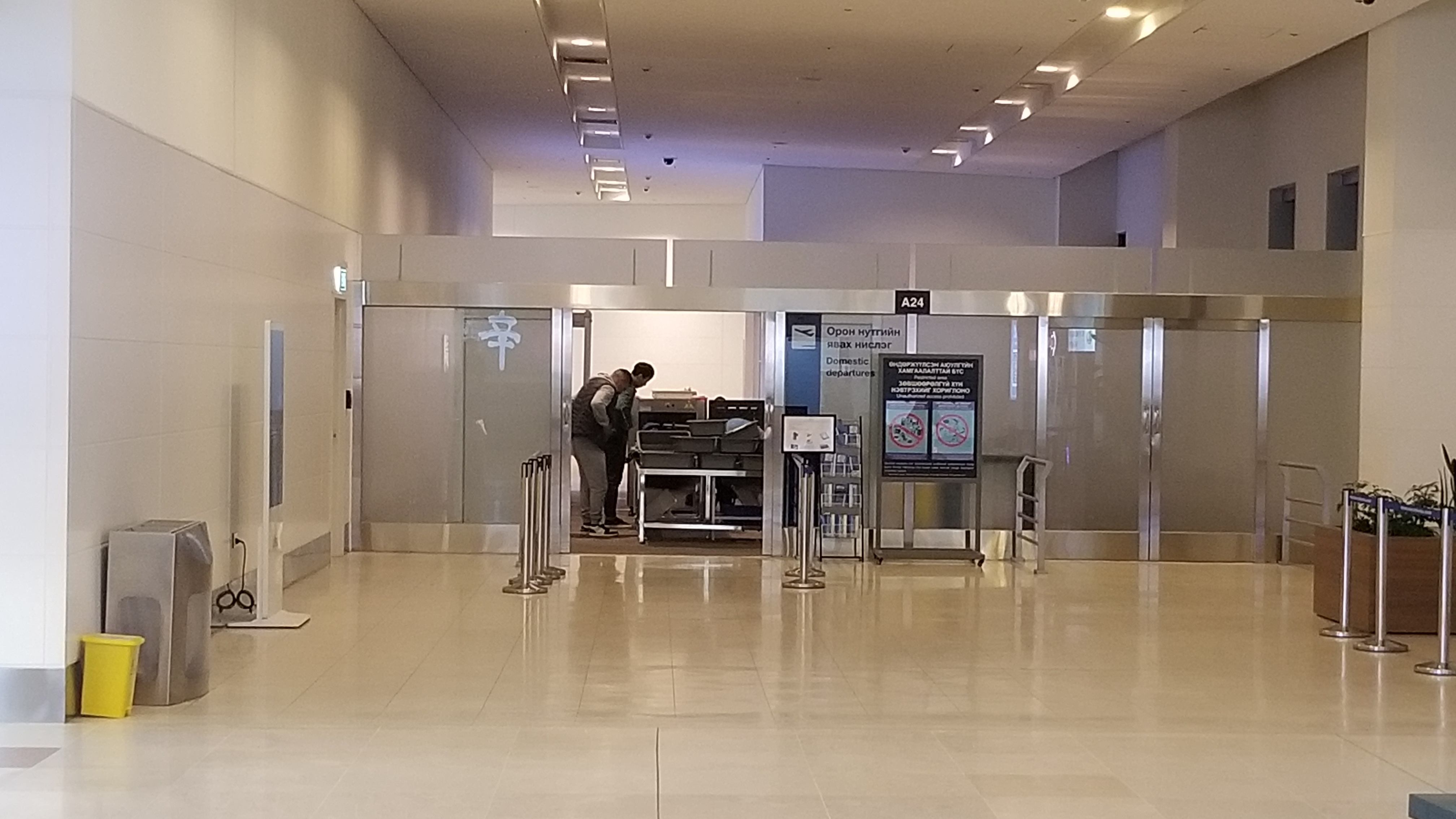
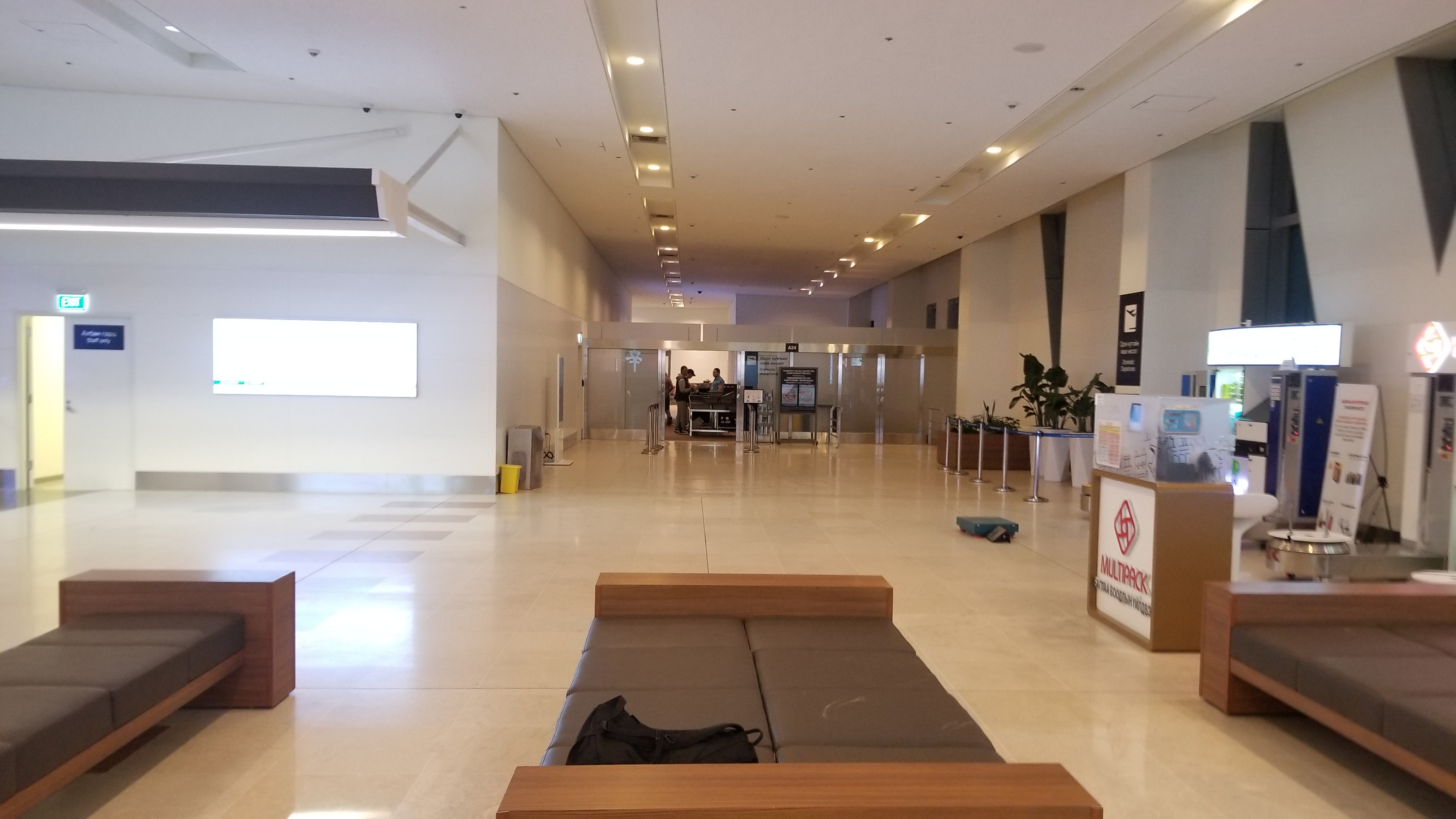
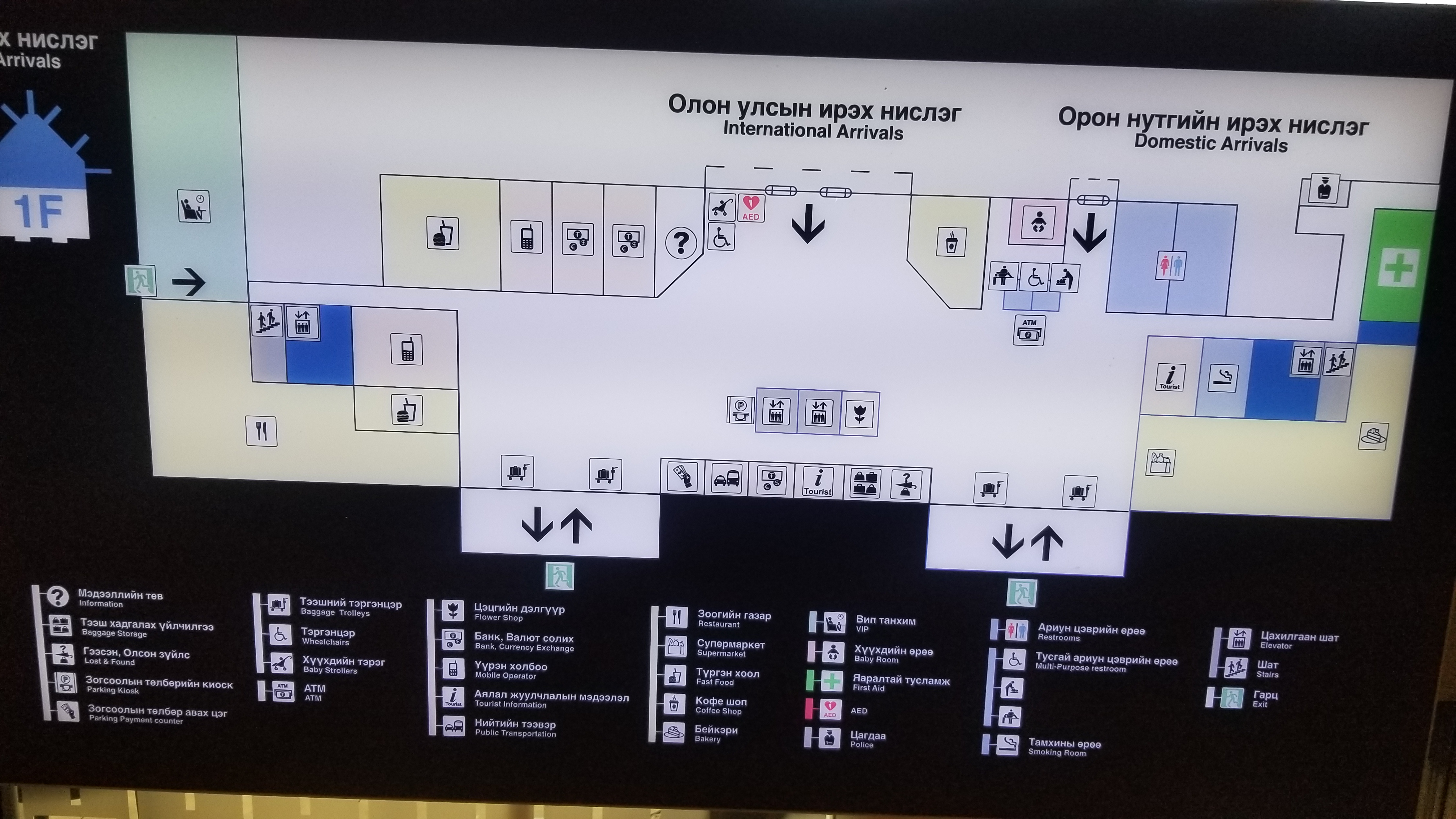
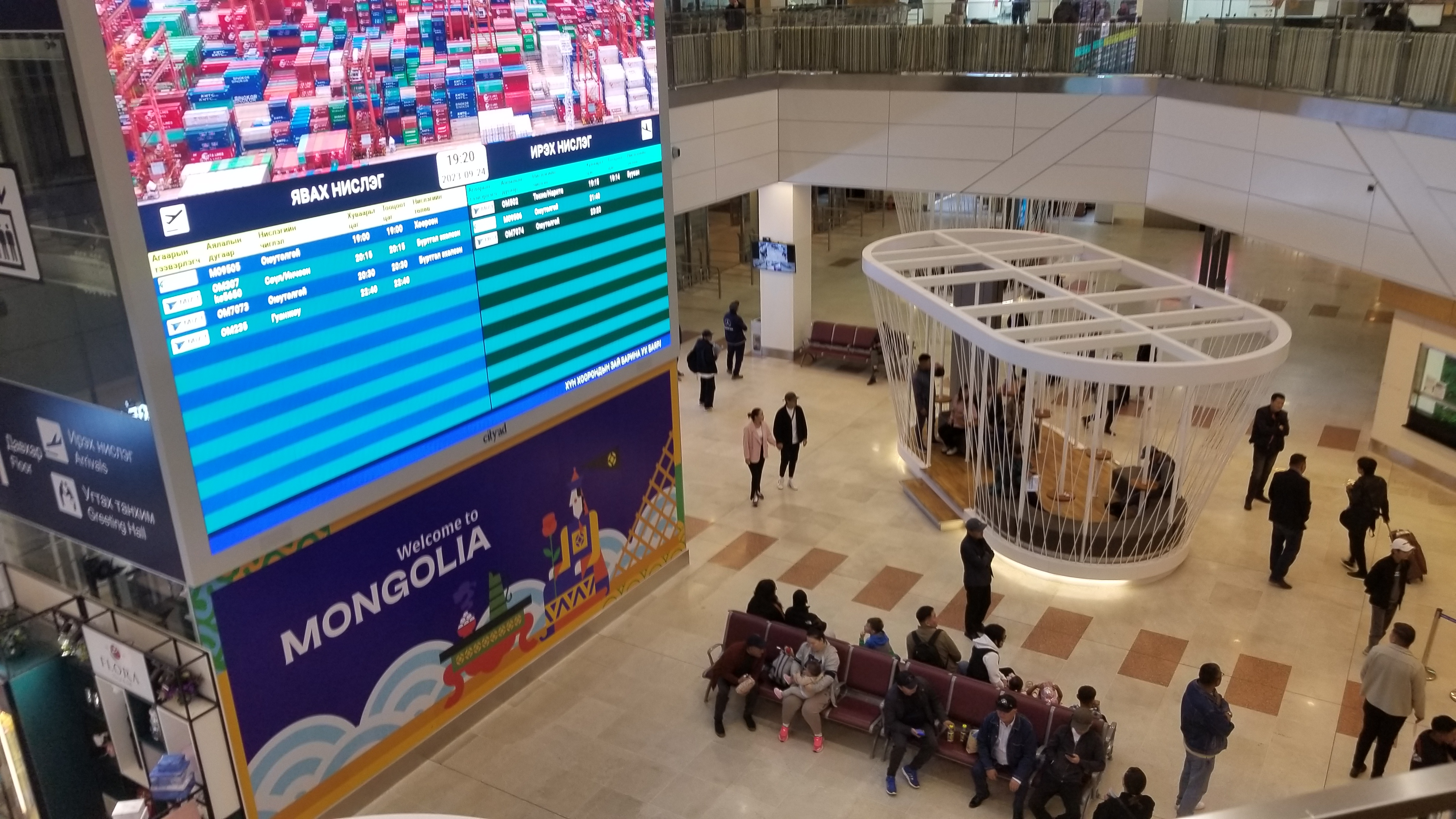
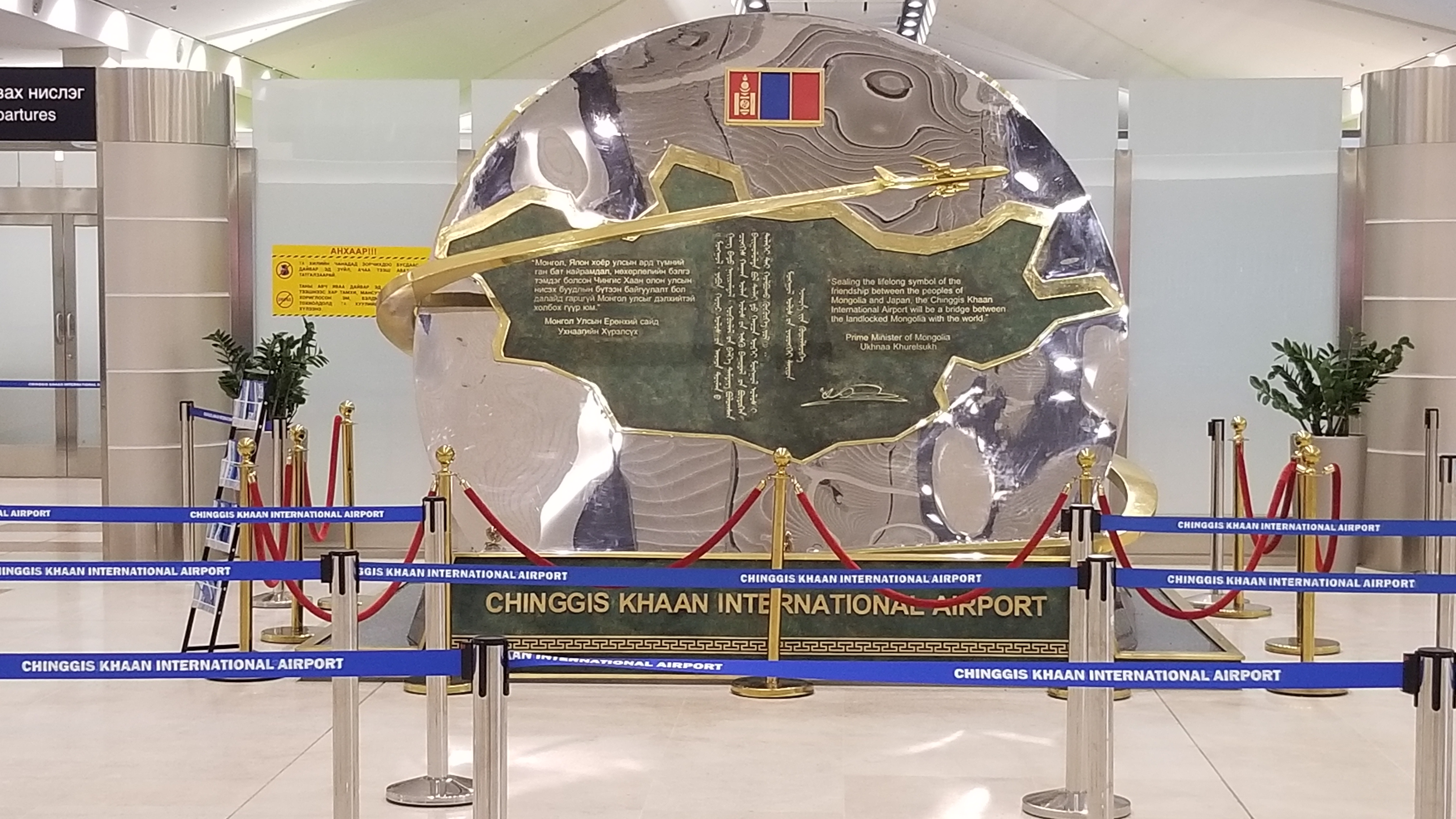
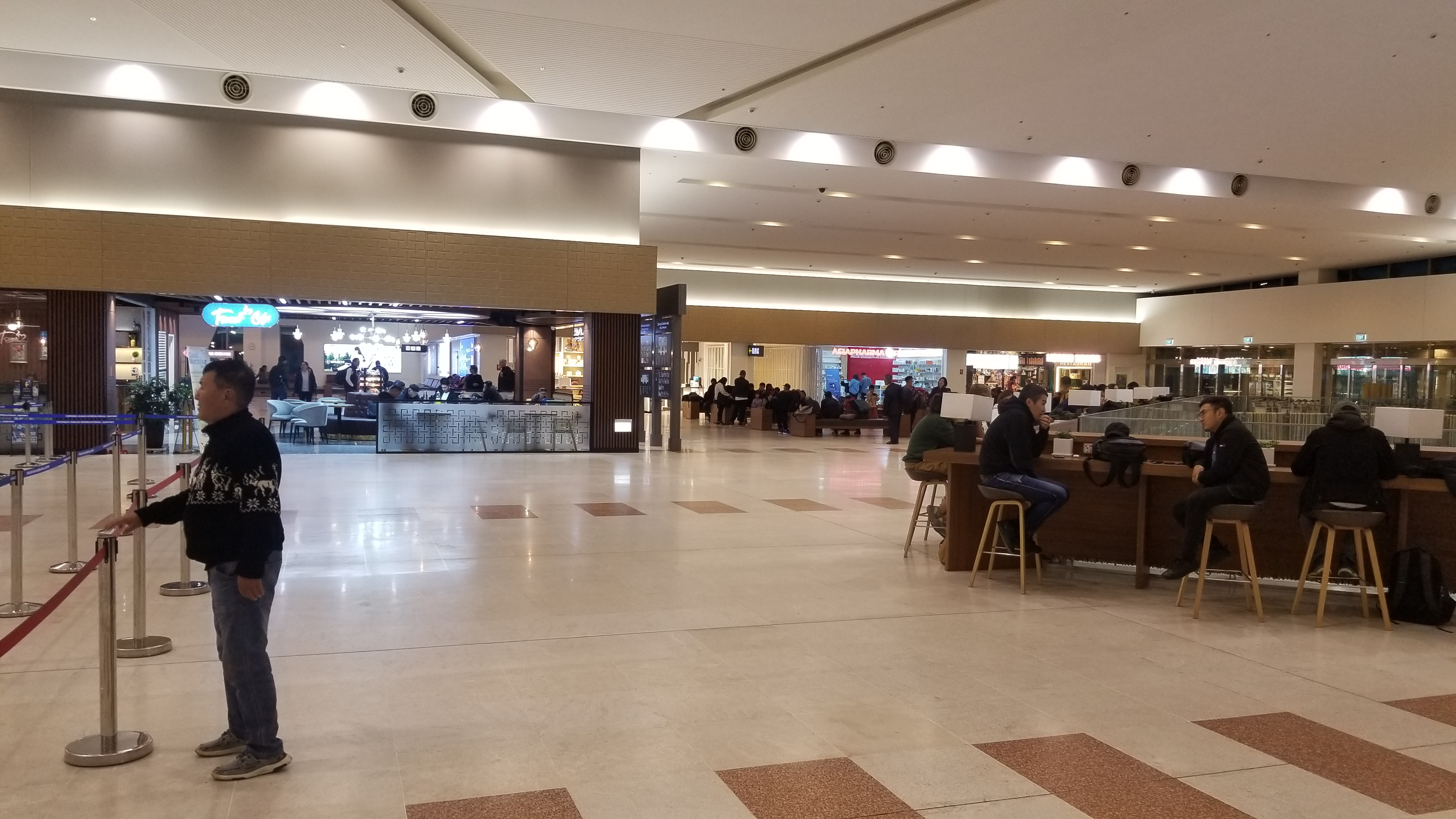
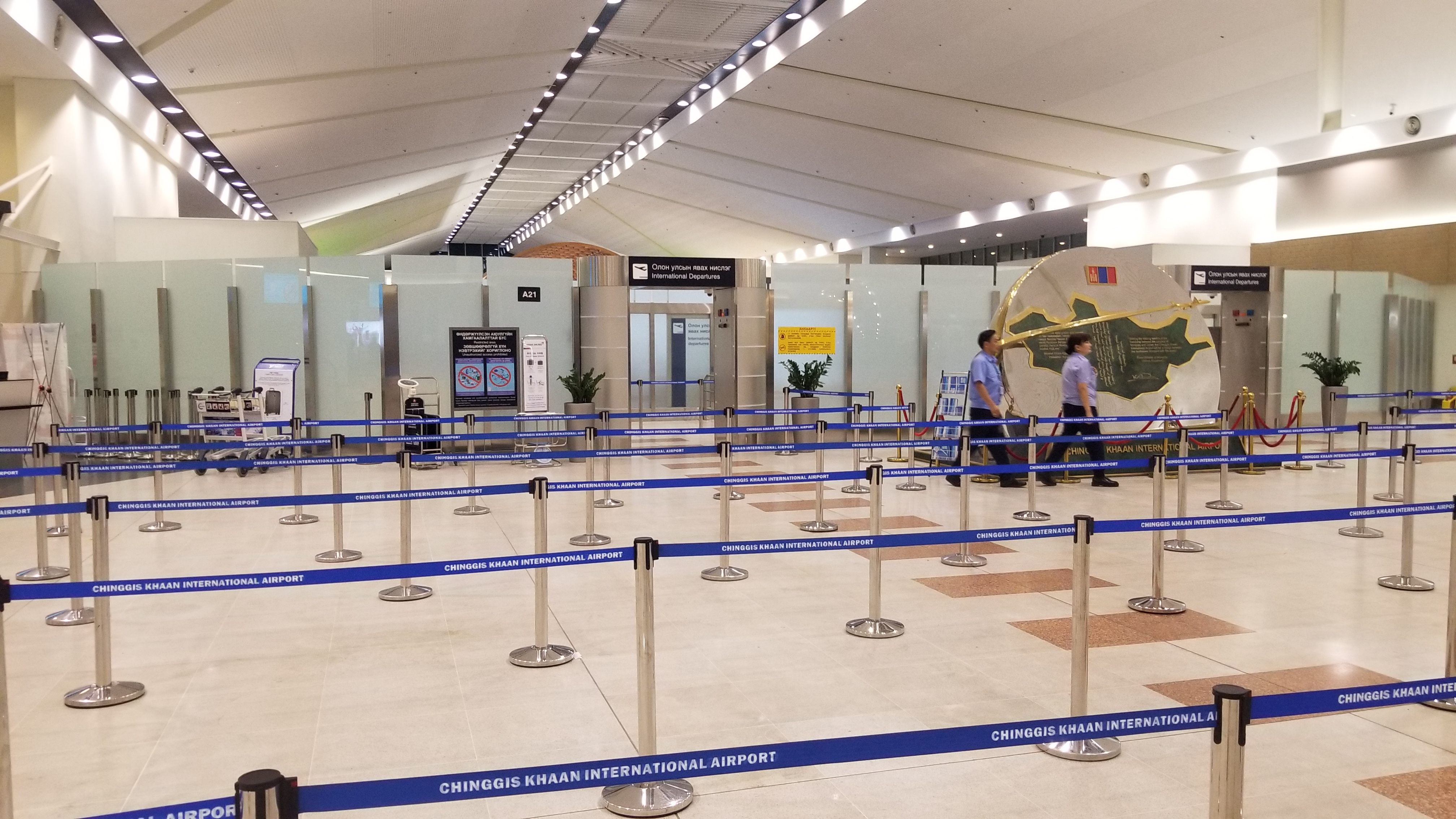
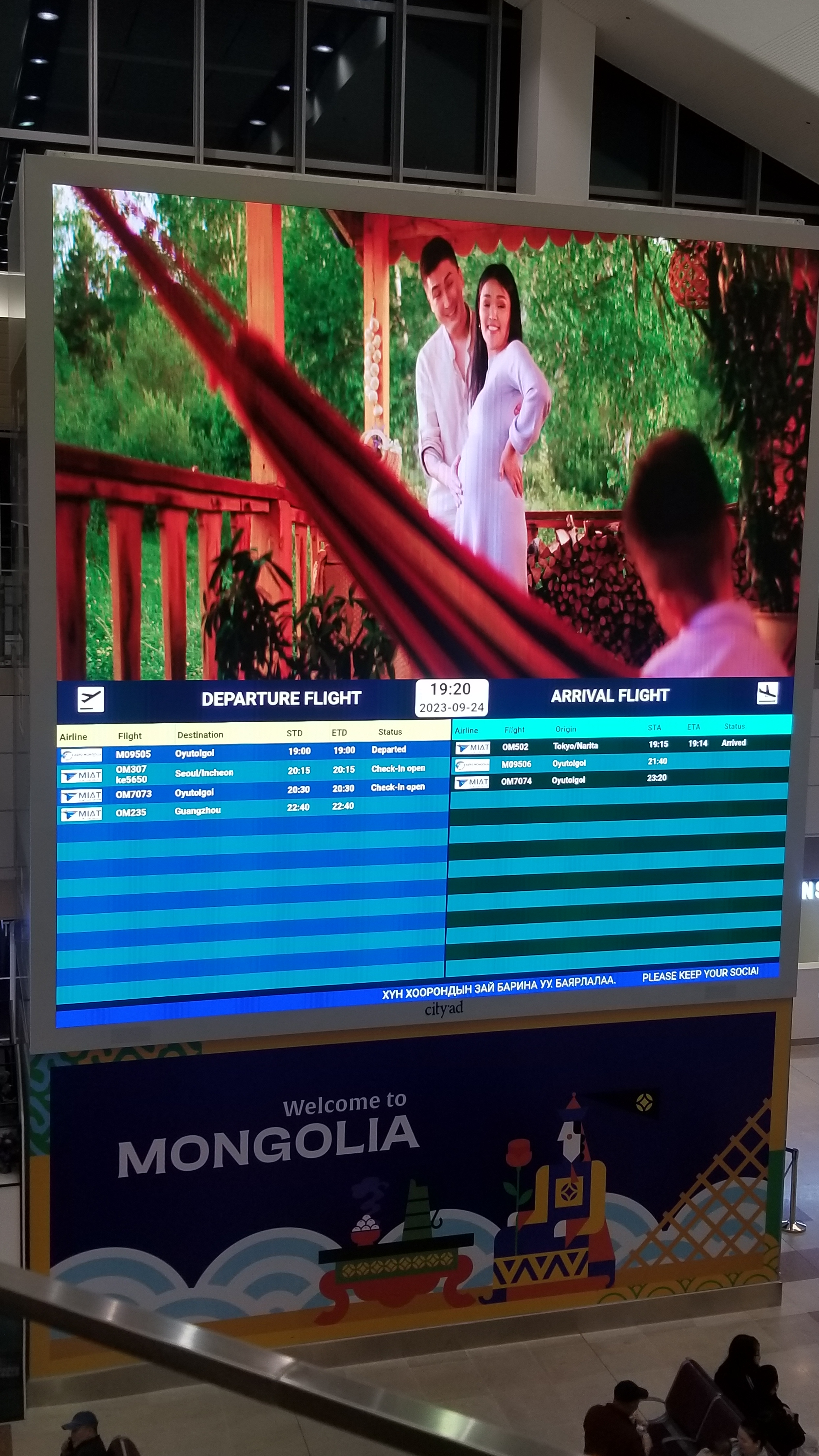
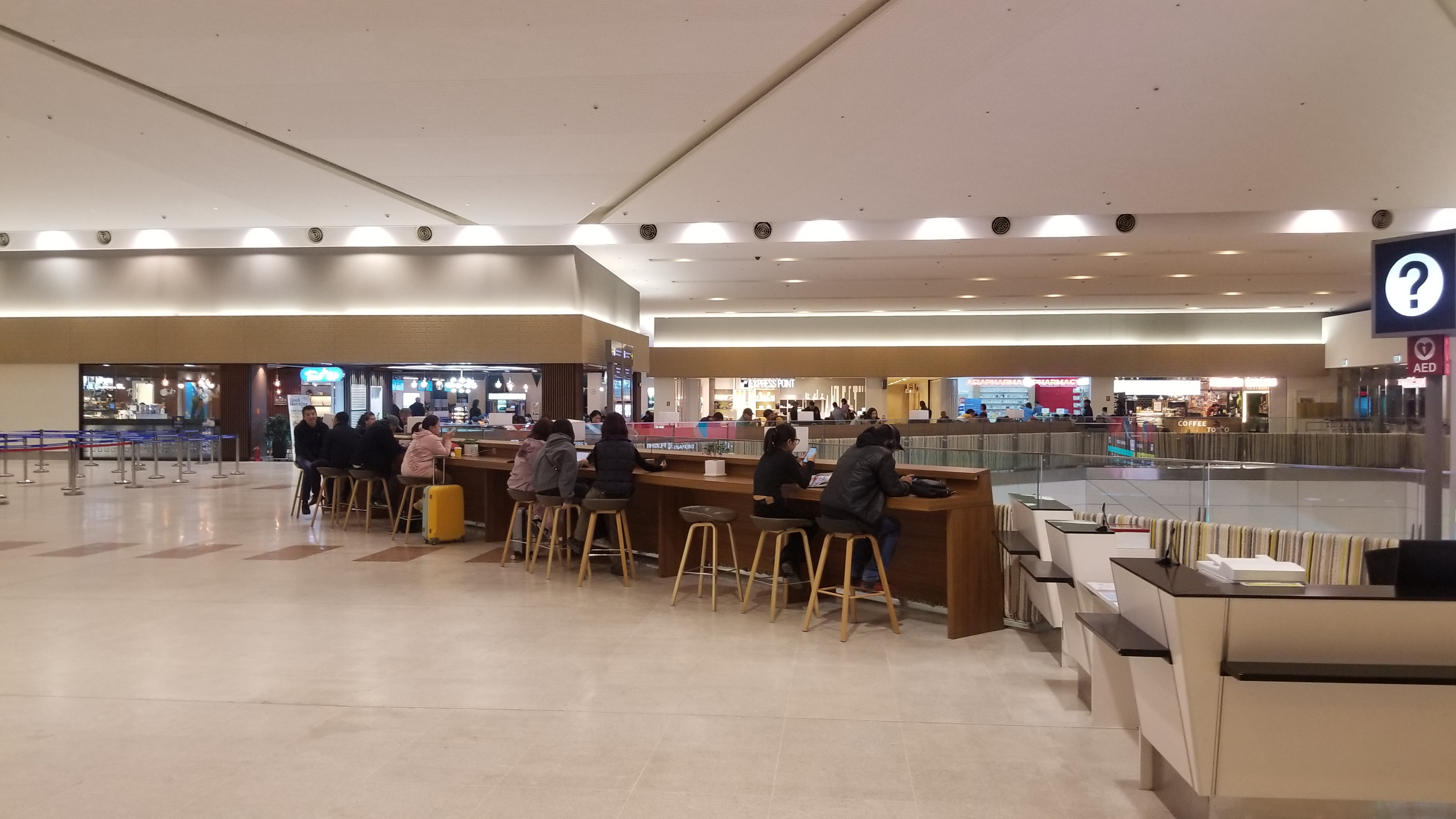
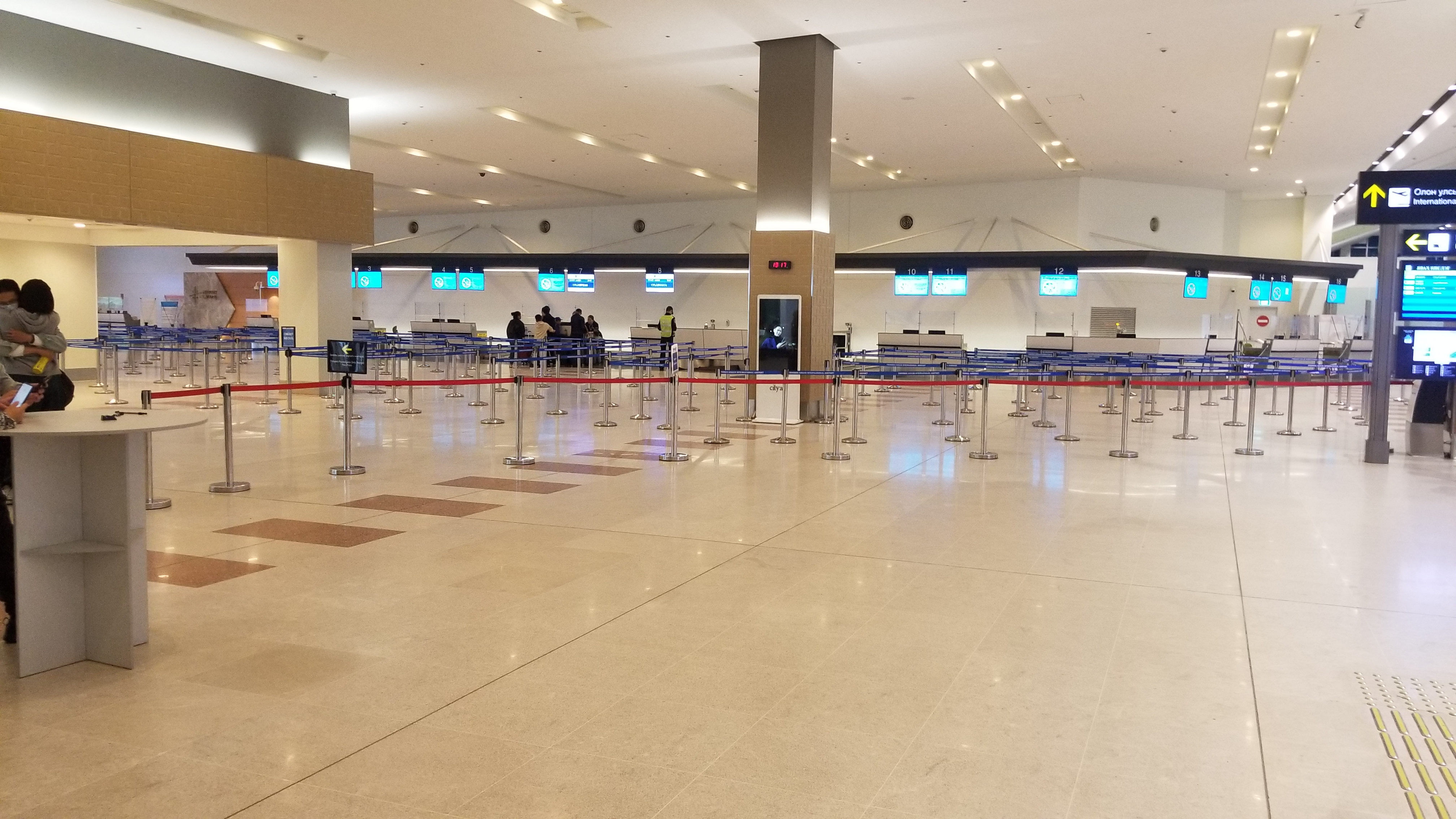
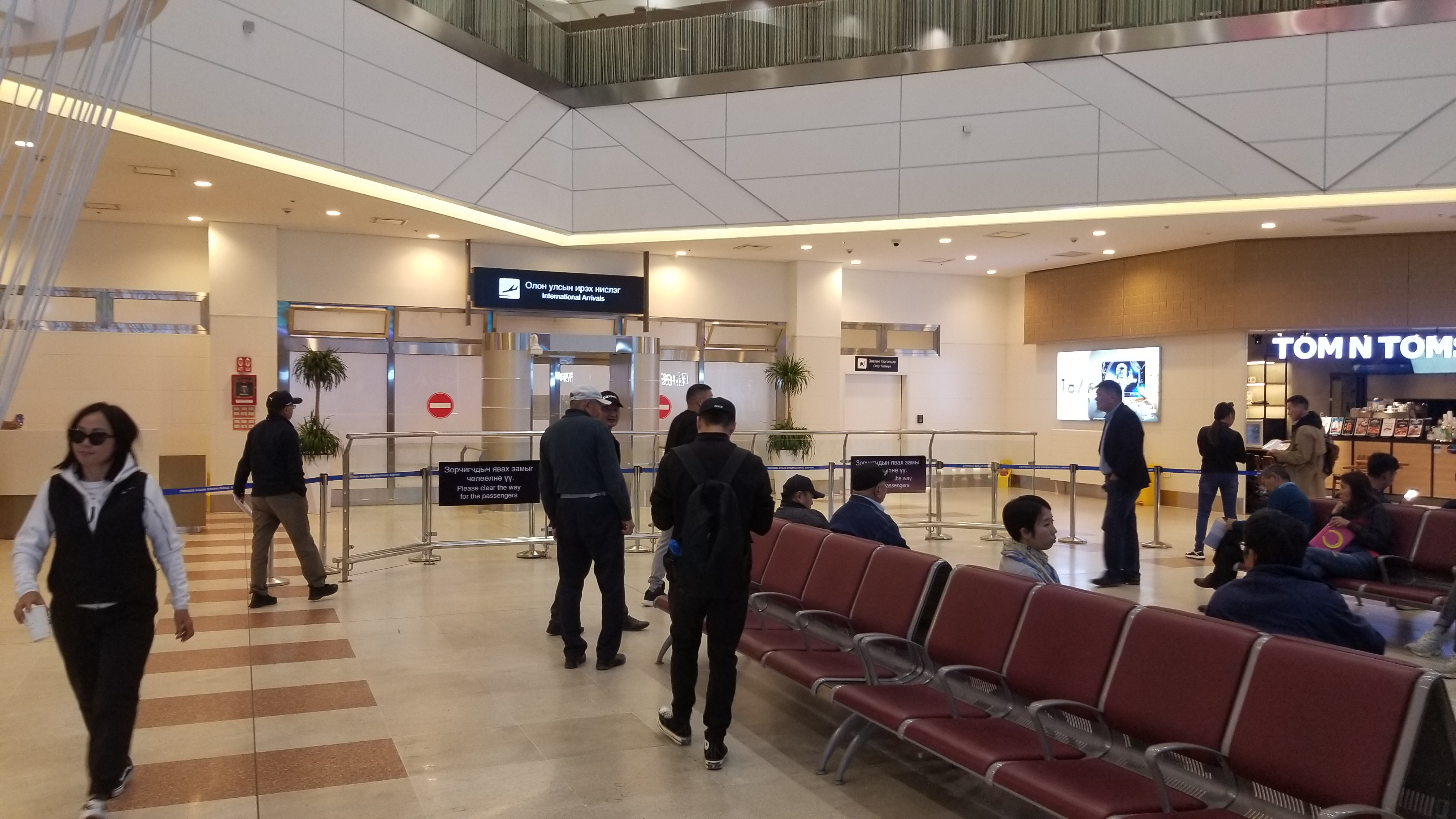
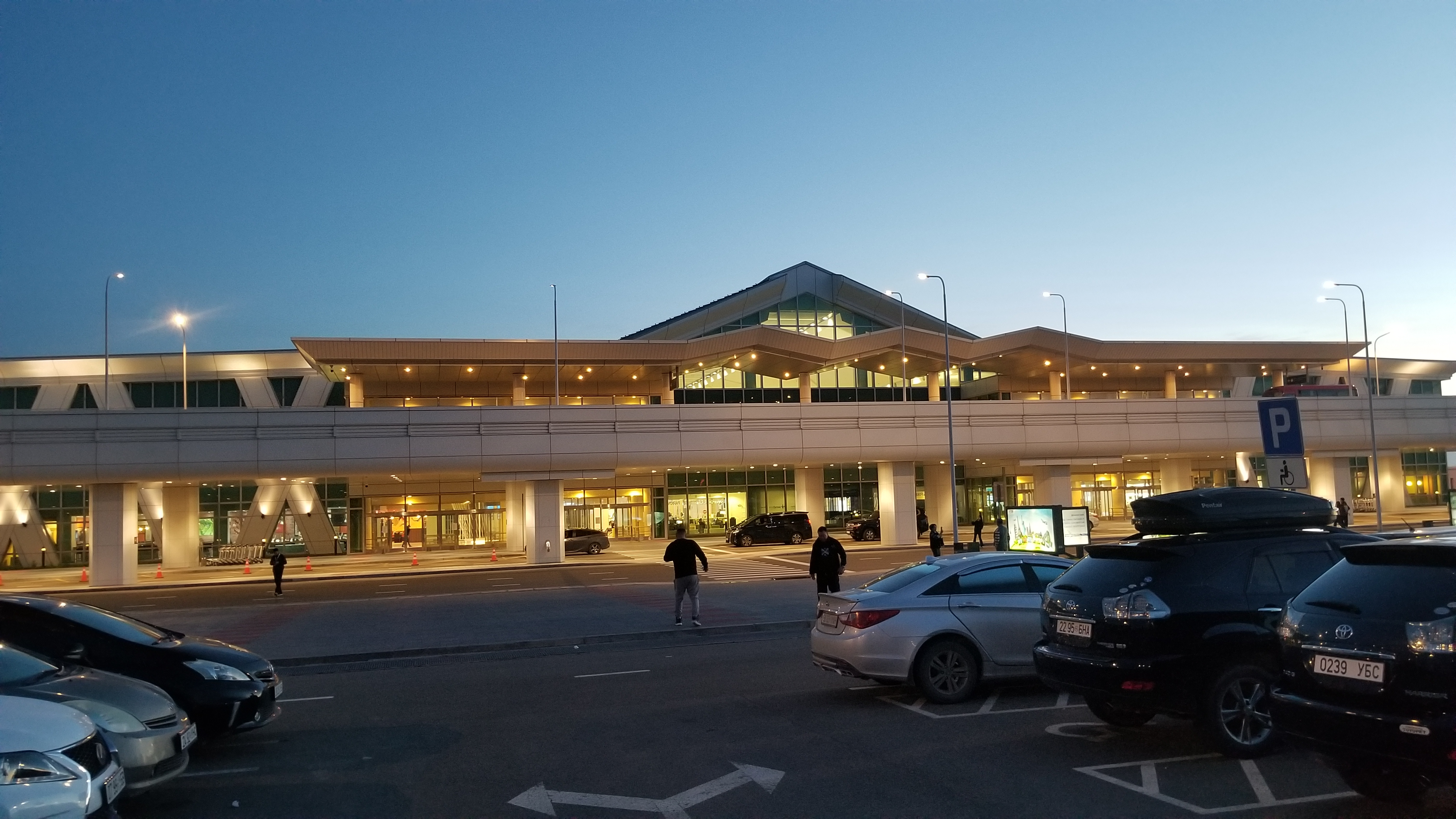